# Dicranomyia fugax
Dicranomyia fugax är en tvåvingeart som först beskrevs av Alexander 1964.  Dicranomyia fugax ingår i släktet Dicranomyia och familjen småharkrankar. Inga underarter finns listade i Catalogue of Life.